# Jakiszki (rejon janiski)
Jakiszki (lit. Jakiškiai) – wieś na Litwie, na Żmudzi, w rejonie janiskim w okręgu szawelskim.
Wieś wzmiankowana w XVI wieku. Leżała w obrębie Księstwa Żmudzkiego I Rzeczypospolitej. Wieś ekonomii szawelskiej w drugiej połowie XVII wieku. Pod zaborami w powiecie szawelskim w guberni kowieńskiej.
We wsi znajduje się zabytkowy XIX-wieczny dwór Koszkulów.